# Danserindens kærlighedsdrøm
Danserindens Kærlighedsdrøm er en dansk stumfilm fra 1915, instrueret af Holger-Madsen og produceret af Nordisk Film Kompagni. den danske stumfilmsstjerne Valdemar Psilander spiller en af hovedrollerne, filmen udkom efter hans død, men anses for en af hans bedste skuespilspræstationer.

## Handling
| „ | Med Interesse vil enhver overvære denne Film, thi dens Handling er usædvanlig og dens Idé glimrende. Den smukke Danserindes Kamp for den dødsdømte Forbryder er saa gribende og fængslende fortalt, hendes Forelskelse i ham saa mesterlig fortolket, at man med Rette kan betegne Filmen som spændende og underholdende fra først til sidst | “ |
|   | — Nordisk Film programtekst |   |

John Bach (Carlo Wieth) er en ung mand der har levet over evne og nu er kommet i gæld til pengeudlåneren Darvies (Philip Bech). Han skylder 500 kroner – et for datiden anseligt beløb – og på forfaldsdagen kan han ikke betale gælden, så han opsøger Darvies for at få henstand. Det har han dog ikke i sinde at give. Han forlanger pengene tilbage inden aften. I vrede forlader John manden, men glemmer i sin vrede sin stok. Næste morgen findes pengeudlåneren død, myrdet. Og da Johns stok og det forfaldne gældsbevis findes på åstedet, så rettes mistanken hurtigt mod den unge mand. Den afdøde pengeudlåner har en datter, Elise (Ingeborg Spangsfeldt), med hvem John i længere tid har haft et godt, men skjult venskab. Det er hende der overbringer ham nyheden om, at han nu er sigtet for mord. Kort efter bliver han arresteret og sat for en dommer, der finder beviserne så stærke han dømmes til at "have sit liv forbudt", hvorefter han overflyttes til de dødsdømtes celle.
Dagen før henrettelsen spørger fængselsdirektøren Williams (Bertel Krause) de dødsdømte om de har et sidste ønske. Tilfældigvis har de dødsdømte fanger set et avisudklip om en vidunderlig danserinde ved navn Lola Medison (Ebba Thomsen) som med sin skønhed og dans har taget hele verdenen med storm. Alle de dødsdømte fanger ønsker at få hende at se før de skal henrettes og fængselsdirektøren, der anser det for et noget usædvanligt ønske, men altså ikke imod reglerne, lover at deres ønske skal blive opfyldt.
I fængselsgården rejses en dansescene og fangerne trækker lod om hvem, der skal få lov til at holde takketalen for den skønne Lola. Æren tilfalder John Bach som holder en så bevægende tale at den får Lola til at fatte sympati for den unge mand. Hun beslutter sig at prøve at hjælpe ham med at flygte. Efter dansen inviteres hun af fængselsdirektøren til et glas champagne på sit kontor. Et kort øjeblik forlader direktøren kontoret og Lola benytter hurtigt muligheden for gennem en hemmelig dør at skaffe sig adgang til celleområdet, hvor hun tvinger fangevogteren til at åbne for Johns celle og sammen flygter de.
Lolas sympati har efterhånden udviklet sig til en lidenskabelig passion. Hun opgiver alt fra sit tidligere liv, for under falsk navne sammen at gemme sig på et hotel. Uheldigvis kan John ikke gengælde Lolas kærlighed, da hans hjerte allerede tilhører pengeudlånerens datter Elise. Efter nogle brydninger forlader John troløst dansepigen Lola hvis kærlighed bliver forvandlet til lidenskabeligt had. Hun tilbyder den berømte opdager Carson (Robert Schmidt) at hjælpe med at opspore John Bach mod til gengæld selv at gå fri. Snart kommer de på sport af flygtningen, som bliver indfanget og ført tilbage i dødscellen.
Nogle dage senere skal John henrettes. Han ledes til den elektriske stol og er allerede spændt fast i den og sekunder fra døden, da et eksprestelegram indløber hos fængselsdirektøren om, at henrettelsen skal stoppes for enhver pris, da en anden mand frivilligt har tilsået mordet på pengeudlåneren. John Bach løslades og bliver genforenet med Elise.

## Medvirkende
| Skuespiller          | Rolle                         |
| -------------------- | ----------------------------- |
| Philip Bech          | Rentier Darvies, pengeudlåner |
| Ingeborg Spangsfeldt | Elise, Darvies' datter        |
| Carlo Wieth          | John Bach                     |
| Ebba Thomsen         | Lola Medison, danserinde      |
| Bertel Krause        | Williams, fængselsdirektør    |
| Rasmus Christiansen  | Cannis, Williams' sekretær    |
| Robert Schmidt       | Carson, opdager               |
| Moritz Bielawski     | Fange nr. 95                  |
| Peter Jørgensen      | Fange nr. 12                  |

## Titel
Filmens andre danske titler:
- Den Dødsdømte
- Fange Nr. 19